# 미셸 로카르
미셸 로카르(프랑스어: Michel Rocard, 1930년 8월 23일 ~ 2016년 7월 2일)는 프랑스의 정치가이자 사회당(PS)의 당원이다. 1988년부터 1991년까지 프랑스의 총리직을 맡았다.
1991년 5월 대한민국을 방문한 바 있다. 2016년 7월 2일 사망했다. 향년 87세.

## 역대 선거 결과
| 선거명      | 직책명                      | 대수 | 정당   | 1차 득표율 | 1차 득표수 | 2차 득표율 | 2차 득표수 | 결과 | 당락                    |
| ----------- | --------------------------- | ---- | ------ | ---------- | ---------- | ---------- | ---------- | ---- | ----------------------- |
| 1969년 선거 | 하원의원 (이블린 제4선거구) | 4대  | 사회당 | 0%         | -표        |            |            | 1위  | 이블린 주 하원의원 당선 |
| 1978년 선거 | 하원의원 (이블린 제3선거구) | 6대  | 사회당 | 26.54%     | 25,277표   | 52.99%     | 51,549표   | 1위  | 이블린 주 하원의원 당선 |
| 1981년 선거 | 하원의원 (이블린 제3선거구) | 7대  | 사회당 | 48.07%     | 39,892표   | 60.31%     | 52,541표   | 1위  | 이블린 주 하원의원 당선 |
| 1986년 선거 | 하원의원 (이블린 선거구)    | 8대  | 사회당 | 0%         | -표        |            |            | 1위  | 이블린 주 하원의원 당선 |
| 1988년 선거 | 하원의원 (이블린 제7선거구) | 9대  | 사회당 | 47.04%     | 17,832표   | 54.90%     | 22,643표   | 1위  | 이블린 주 하원의원 당선 |
| 1993년 선거 | 하원의원 (이블린 제7선거구) | 10대 | 사회당 | 27.17%     | 12,093표   | 47.15%     | 21,770표   | 2위  | 낙선                    |